# 阿卜杜勒萨拉米·阿布巴卡尔
阿卜杜勒萨拉米·哈吉·阿布巴卡尔（英語：Abdulsalami Alhaji Abubakar，1942年6月13日—）豪萨人，信仰伊斯兰教，是尼日利亚的政治家、军事将领。他推动了“还政于民”计划，结束了尼日利亚军人专政的历史。

## 生平
1942年，出生于尼日利亚尼日尔州明纳。
1950年，就读明纳市立小学。
1957年，就读比达州立中学。
1962年，就读卡杜纳技术学院。
1963年，在空军服役。
1967年，加入陆军。
1969年，任陆军第三机械化旅排长。
1975年，赴美国接受培训。
1979年，任国防学院教务长。
1981年，任联合国驻黎巴嫩特遣部队指挥官。
1984年，任陆军第三机械化旅旅长。
1986年，任陆军第九机械化旅旅长。
1988年，任陆军第八十二师师长。
1990年，任陆军第一机械化师师长。
1991年，任陆军政策与计划部部长。
1993年，1993年尼日利亚政变，任国防参谋长。
1998年，萨尼·阿巴查去世，任国防部长和武装部队总司令。 
1999年，将国家政权移交奥卢塞贡·奥巴桑乔，6月从武装部队退役。